# Delorazepam
Delorazepam ist eine chemische Verbindung aus der Gruppe der Benzodiazepine mit  beruhigender und angstlösender Wirkung. Chemisch handelt es sich um ein am C-2' chloriertes Derivat des Nordazepams.
Natürlich kommt Delorazepam in geringen Mengen (100–200 ng/g) im Estragon (Artemisia dracunculus) vor.

## Verwendung
Delorazepam hat eine lange Plasmahalbwertszeit  und wird daher meistens als Anxiolytikum verwendet, zum Beispiel als Prämedikation bei Zahnbehandlungsphobie. Delorazepam wird als Arzneistoff hauptsächlich in Italien vermarktet.

## Pharmakologie
Delorazepam hat eine hohe Bioverfügbarkeit und wird schnell vom Körper aufgenommen. Die maximale Konzentration im Blutplasma wird nach 1–2 Stunden erreicht. Es hat eine sehr lange Halbwertszeit, da selbst nach 72 Stunden noch Delorazepam im Blut zu finden ist.  Die Plasmahalbwertszeit variiert je nach Alter: bei Erwachsenen beträgt sie etwa 97 bis 100 Stunden, bei Kindern im Alter von 2 bis 3 Jahren etwa 27 Stunden. Ein Teil des Delorazepams wird zum ebenfalls aktiven Lorazepam metabolisiert. Im Verhältnis ist 1 mg Delorazepam in etwa so wirksam wie 10 mg Diazepam.
Delorazepam  entsteht auch bei der Verstoffwechselung des Arzneistoffs Cloxazolam als pharmakologisch aktives Stoffwechselprodukt (Metabolit).